# Fil de laine (aéronautique)
Pour les articles homonymes, voir Fil de laine.

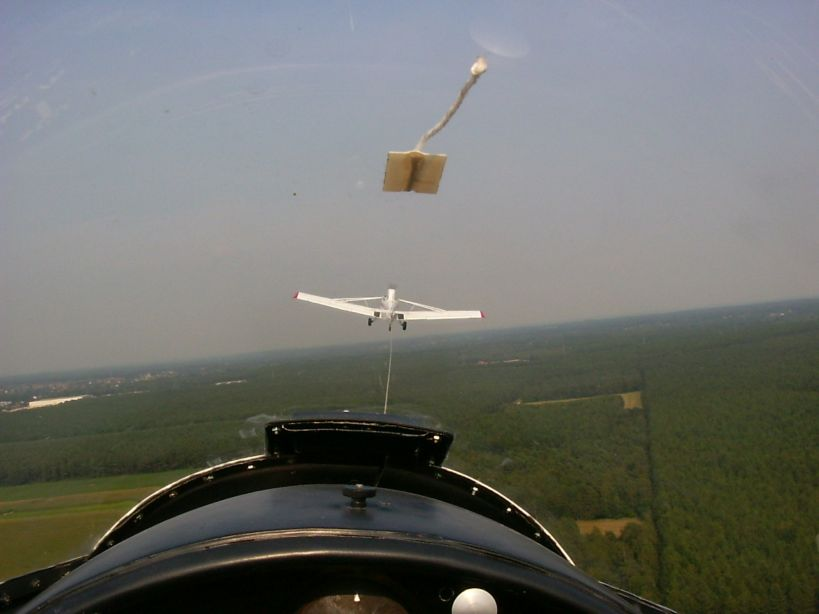
Fil de laine sur la verrière d'un planeur (au-dessus du remorqueur)

En aéronautique, le fil de laine est un indicateur de dérapage utilisé pour le pilotage de certains aéronefs, dont les planeurs et les hélicoptères. Il est utilisé pour indiquer le dérapage nul (vent relatif parallèle au plan de symétrie de l'appareil) afin d'optimiser les performances et la sécurité.

## Description
Il s'agit d'un simple brin de laine de 10 à 20 cm de longueur fixé à l'extérieur de la verrière et au milieu de celle-ci, dans l'axe de symétrie de l'aéronef et dans le champ de vision du ou des pilotes (dans le cas d'un biplace côte à côte). Il peut être fixé légèrement au-dessus de la surface de la verrière, pour échapper à la couche limite, ou au bout d'une petite tige. Pour les planeurs biplaces en tandem, un deuxième fil de laine est placé dans le champ de vision du pilote arrière. 

## Principe
Le fil de laine indique directement la direction des filets d'air (écoulement aérodynamique local). En vol symétrique, le fil de laine est au milieu. En cas de dérapage, le fil est dévié du côté opposé (de deux fois l'angle de dérapage environ, en raison de l'influence aérodynamique du nez du fuselage). Pour le ramener au milieu, le pilote doit agir sur le palonnier opposé au fil de laine.
Le fil de laine est un indicateur de dérapage plus précis et plus sensible que la bille, qu'il complète ou remplace sur les planeurs. Il équipe également les hélicoptères. Il n'est pas utilisable sur les monomoteurs en raison du souffle de l'hélice.

## Sur planeur
Un planeur est particulièrement sensible au dérapage lors de l'utilisation des ailerons, en raison de l'importance du lacet inverse lié à leur envergure. L'inertie du fil de laine est quasi nulle, il est beaucoup plus réactif que la bille et est de plus placé directement dans le champ de vision. Il est ainsi l'instrument le plus efficace pour informer le pilote sur la symétrie de son vol. Cependant il peut transitoirement être affecté par la turbulence de l'atmosphère, en particulier dans une ascendance thermique. De plus, il devient inefficace sous la pluie, qui a tendance à coller le fil de laine à la verrière.
Si, dans un virage, le planeur a une tendance au dérapage intérieur (inclinaison excessive qui fait « glisser » le planeur vers l'intérieur du virage) le fil de laine pointera dans la direction opposée au virage. À l'opposé, si, dans un virage, le planeur a une tendance à déraper vers l'extérieur (action excessive sur le palonnier, qui fait « déraper » le planeur vers l'extérieur du virage), alors le fil de laine pointera du côté du virage. La conjugaison des commandes (action coordonnée sur le palonnier et le manche) permet de maintenir un vol symétrique avec le fil de laine au milieu.
Pour annuler le dérapage le pilote agira sur le palonnier du côté d'où vient le vent relatif. la bille dévie du côté opposé au fil de laine. On dit que le palonnier "repousse la bille et attire le fil".

## Sur hélicoptère
En vol de transition, la poussée latérale créée par le rotor de queue d'un hélicoptère maintient le fuselage légèrement incliné. La bille n'est donc pas au milieu. Seul le fil de laine (appelée ficelle) permet de s'assurer que le vol est à dérapage nul, pour une moindre traînée du fuselage et une meilleure précision de navigation (pas de décalage entre la ligne de foi du compas magnétique et le vecteur vitesse air). 